# Abborrtjärnen (Sorsele socken, Lappland, 725506-160985)
Abborrtjärnen är en sjö i Sorsele kommun i Lappland och ingår i Skellefteälvens huvudavrinningsområde. Sjön har en area på 0,117 kvadratkilometer och ligger 401,9 meter över havet. Sjön avvattnas av vattendraget Verbobäcken.

## Delavrinningsområde
Abborrtjärnen ingår i det delavrinningsområde (725517-160708) som SMHI kallar för Utloppet av Västra Verbosjön. Medelhöjden är 410 meter över havet och ytan är 29,94 kvadratkilometer. Det finns inga avrinningsområden uppströms utan avrinningsområdet är högsta punkten. Verbobäcken som avvattnar avrinningsområdet har biflödesordning 3, vilket innebär att vattnet flödar genom totalt 3 vattendrag innan det når havet efter 183 kilometer. Avrinningsområdet består mestadels av skog (49 procent) och sankmarker (17 procent). Avrinningsområdet har 7,19 kvadratkilometer vattenytor vilket ger det en sjöprocent på 24 procent.